# Kang (sistema de calefacción)

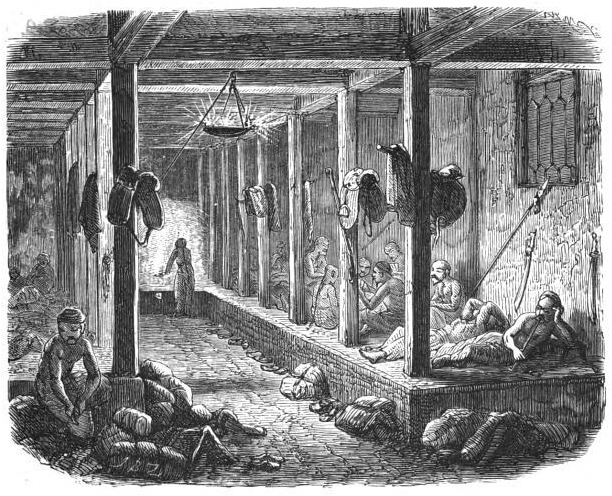
Kang de grandes dimensiones compartido por los huéspedes de una posada de estancia única, ubicada al este de Tonghua, Jilin, tal y como lo vio Henry E.M. James en 1887.

El kang (en chino, 炕; pinyin, kàng; Manchu: nahan, en kazajo: кән) es un sistema de calefacción radiante que puede utilizarse como lecho. Consiste en una plataforma larga (2 metros o más) cuya construcción puede ser de ladrillo u otras formas de arcilla cocida e incluso de hormigón en sus versiones más recientes en algunas ubicaciones. Es tradicional del norte de China, donde el clima es frío en invierno, y es utilizada en la vida cotidiana durante el trabajo, el descanso o el entretenimiento. 
Un kang ocupa típicamente entre un tercio y la mitad de la estancia, usándose para dormir durante la noche y para otras actividades durante el día. Cuando un kang ocupa la totalidad de la superficie del suelo, es llamado dikang (del Chino: 地炕; pinyin: dì kàng; literalmente: "kang en terreno").
Su cavidad interior dispone de un sistema (a menudo complejo) de canalización y expulsión al exterior del humo proveniente de un hogar de leña o carbón. Dicho hogar es usado habitualmente como cocina y se encuentra ubicado en una estancia adyacente, a un nivel inferior. De esta forma, se consigue alargar el tiempo de contacto de los humos de combustión con la construcción, favoreciendo así la transferencia de calor a la estancia. De forma similar a las estufas de mampostería europeas, gracias a su elevada inercia térmica un kang bien diseñado y suficientemente calentado podía mantenerse caliente durante toda la noche sin necesidad de mantener el fuego, a pesar de que pudiera requerirse un tiempo de calentamiento bastante largo hasta alcanzar dicho nivel térmico deseado.
Según cita el diccionario chino en el 121 d. C., la palabra kang significa "secar". El sistema resulta similar al hipocausto Romano y a diversas construcciones tradicionales de otras regiones, como la gloria y la trébede de Castilla (España),el Ondol (Corea) o la estufa rusa.

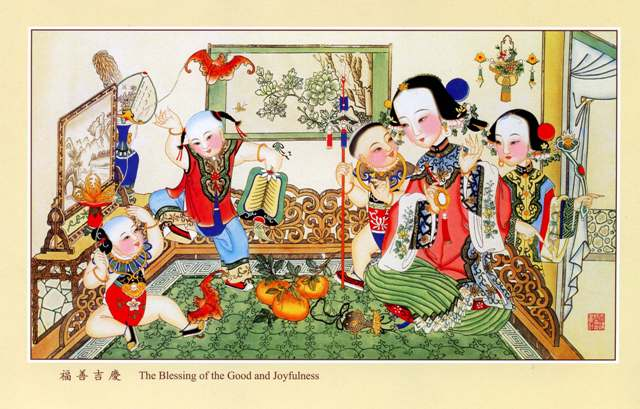
La bendición del bueno y el feliz. La señora de la casa está acompañada por una sirvienta. Los niños están jugando alrededor de la madre en el kang (plataforma calentada). El artista Gao Yinzhang vivió entre 1835 y 1906.

## Historia
Se cree que el sistema kang deriva de un sistema de suelo-lecho calefactado llamado huoqiang encontrado en China, procedente del período Neolítico, según los resultados de las excavaciones arqueológicas realizadas sobre restos de edificios en Banpo Xi'un. También existen vestigios que se remontan 7200 años, localizados en sitios arqueológicos en Shenyang, Liaoning, que muestran personas haciendo uso de sistemas de suelo-lecho calefactado. El lecho encontrado en esta excavación estaba construido en arcilla, se encontraba ubicado en el suelo y se calefactaba mediante zhidi, proceso que consiste simplemente en alimentar un fuego en la base del lecho y limpiar las cenizas antes de acostarse. En este sistema, se cree que la combustión sucesiva sobre la superficie del lecho lo tornaba más duro y aislante a la humedad.
En su poema titulado Handi Baixing Yin,  el poeta tang, Meng Jiao, menciona: "Sin combustible con el que calentar el suelo donde acostarse, en cambio, de pie lloraba en la fría noche".
Se cree que el kang puede haber evolucionado a partir de los primeros diseños más básicos destinados a sentarse y recostarse sobre el suelo, hacia mobiliario más elevado sobre el nivel del suelo, debido a cambios en la cultura China durante las Dinastías Meridionales y Septentrionales.
El primer tipo conocido de plataforma calefactada apareció en la actual región Nordeste de China, la cual usaba un canal único de humos, de forma similar al antiguo hipocausto romano o al ondol coreano. En la provincia de Heilongjiang se encuentran restos de un sistema de este tipo pertenecientes a un edificio del siglo I d. C., en el cual el conducto único de humos tiene forma de "L" y está construido en adobe y guijarros.
Un sistema de pared calefactada similar al kang en concepto, pero constituido por dos canales de humos en y por lo tanto de mayor complejidad, fue descubierto en los restos de un antiguo palacio del siglo IV d. C. en la provincia de Jilin. Estos canales también estaban construidos en adobe en forma de "L".
Otros restos de sistemas kang se han descubierto en Ninghai, en la provincia de Heilongjiang, pertenecientes al Palacio Longquanfu (699-926), originario de Balhae.